# Kirche Hll. Kaiser Konstantin und Kaiserin Helena (Oparić)

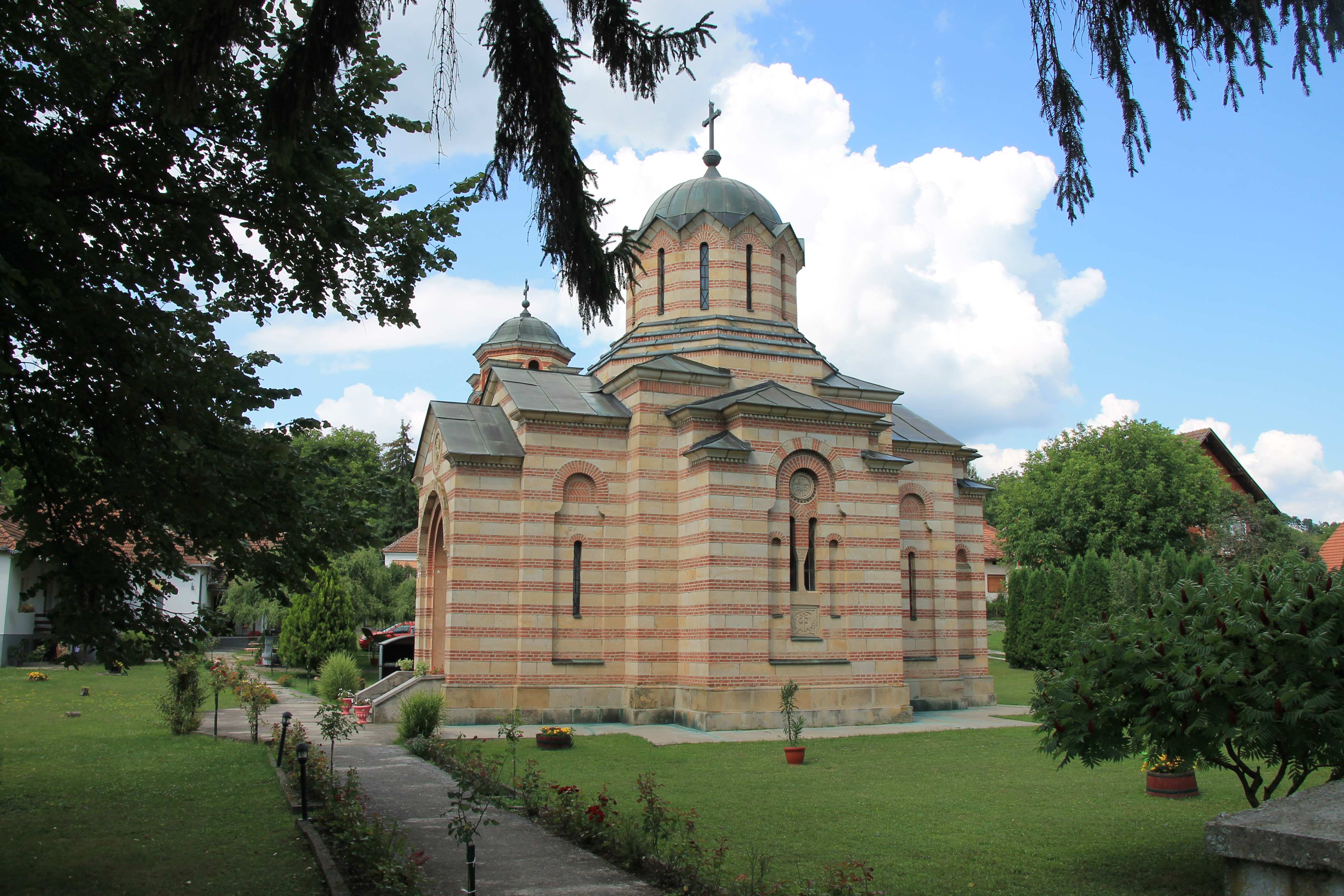
Die Kirche Hll. Kaiser Konstantin und Kaiserin Helena in Oparić

Die Kirche Hll. Kaiser Konstantin und Kaiserin Helena (serbisch: Црква Светог цара Константина и царице Јелене, Crkva Svetog cara Konstantina i carice Jelene) ist eine serbisch-orthodoxe Kirche im Dorf Oparić in Serbien. Sie ist dem hl. Kaiser Konstantin und seiner Mutter, der hl. Kaiserin Helena, geweiht.
Die von 1932 bis 1937 erbaute Pfarrkirche ist der Sitz der Kirchengemeinde Oparić sowie der gleichnamigen Pfarrei im Dekanat Levač der Eparchie Šumadija der Serbisch-Orthodoxen Kirche.

## Lage
Das Dorf Oparić gehört zur Opština Rekovac im Okrug Pomoravlje und zur geographischen Region Levač der Šumadija in Zentralserbien. Durch das Dorf südlich der Kirche fließt der Fluss Kalenićka reka.
Die Kirche steht im westlichen Dorfzentrum von Oparić, an einer der Hauptstraßen des Dorfes. Im umzäunten Kirchhof stehen neben der Kirche das Pfarrhaus und der freistehende Kirchturm. Beim Kirchhofeingang steht auch ein Gedenkbrunnen.

## Geschichte

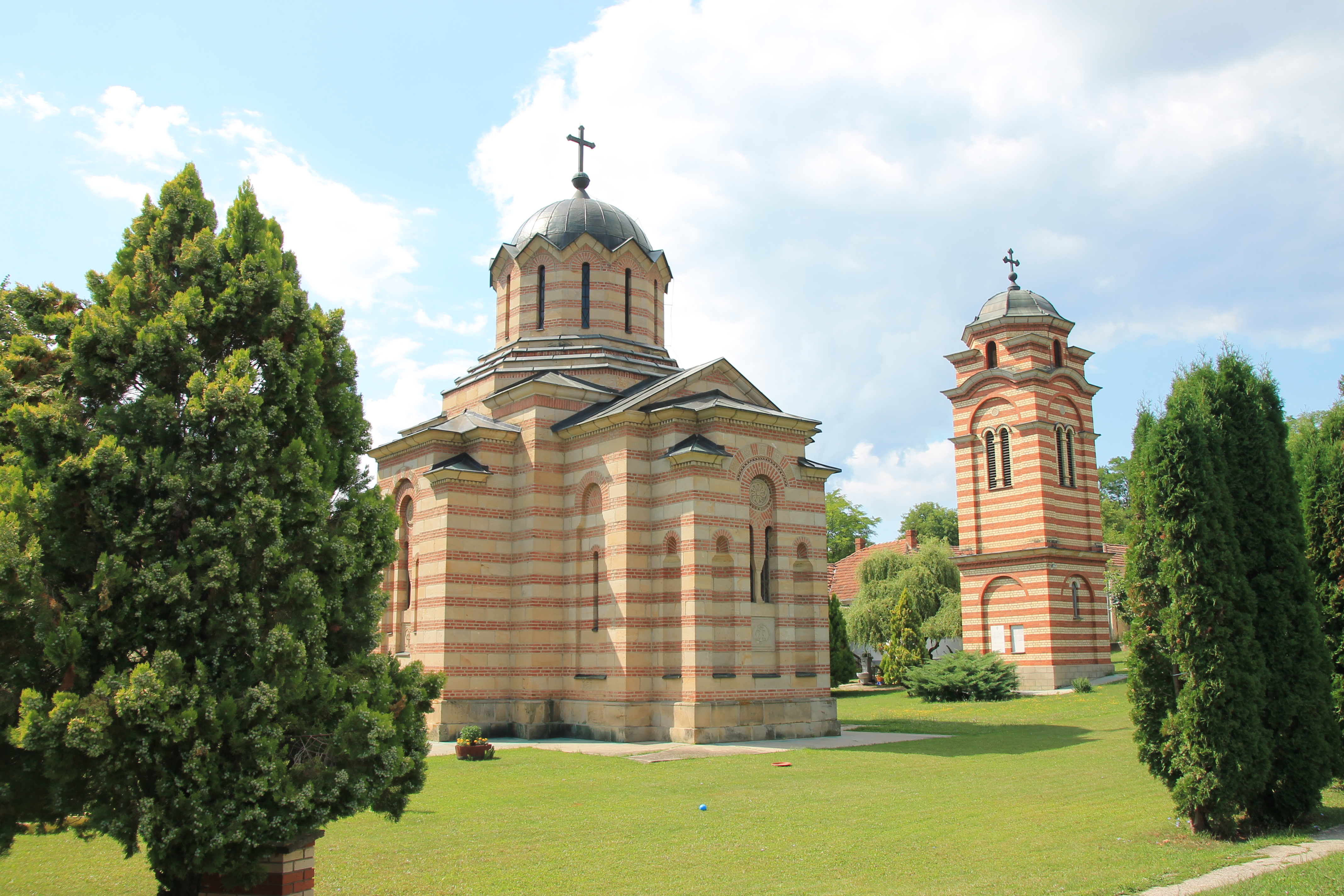
Die Kirche mit dem Kirchturm

Die Kirche gehörte bis zur Gründung der Eparchie Šumadija im Jahre 1947 kurz nach dem Ende des Zweiten Weltkriegs zur Eparchie Žiča.
Der Bau der Kirche begann laut dem Kirchenarchiv 1932 in der Zwischenkriegszeit im damaligen Königreich Jugoslawien. Die Kirchenfundamente wurden am Sonntag vor dem Fest Mariä Entschlafung im gleichen Jahr geweiht. Jedes Jahr gedenken die Dorfbewohner feierlich an diesem Tag der Weihe der Kirchenfundamente.
Die Bauarbeiten der Kirche begannen unter sehr schwierigen Bedingungen, da die Dorfbewohner durch schlechte Ernten in schlechtere Lebensverhältnisse gekommen waren.
Der Initiator und Hauptorganisator des Kirchenbaus war der Archimandrit Nikon Lazarević aus dem mittelalterlichen Kloster Kalenić. Der aus Dalmatien stammende Archimandrit Nikon stand in einer sehr freundschaftlichen Beziehung zum damaligen König Aleksandar I Karađorđević.
Zu jener Zeit besuchte der König oft das Kloster Kalenić. Während eines solchen Besuchs kam der König auch nach Oparić und hinterließ als Spende auf den neu geweihten Kirchenfundamenten 100.000 Dinar für den Bau der Kirche. Durch die Spende des Königs konnte der Bau der Kirche begonnen werden, ohne sie wäre der Weiterbau der Kirche sehr ungewiss geworden.
Aus Dank erklärten die Dorfbewohner den König als Ktitor ihrer Kirche und ein Fresko an der Südwand der Kirche stellt dar, wie der hl. Kaiser Konstantin den König Aleksandar I., der in seiner Hand eine Miniatur der Kirche hält, zum Gottesmutterthron heranführt. König Aleksandar I. wurde im Jahr 1934 im französischen Marseille bei einem Attentat ermordet.

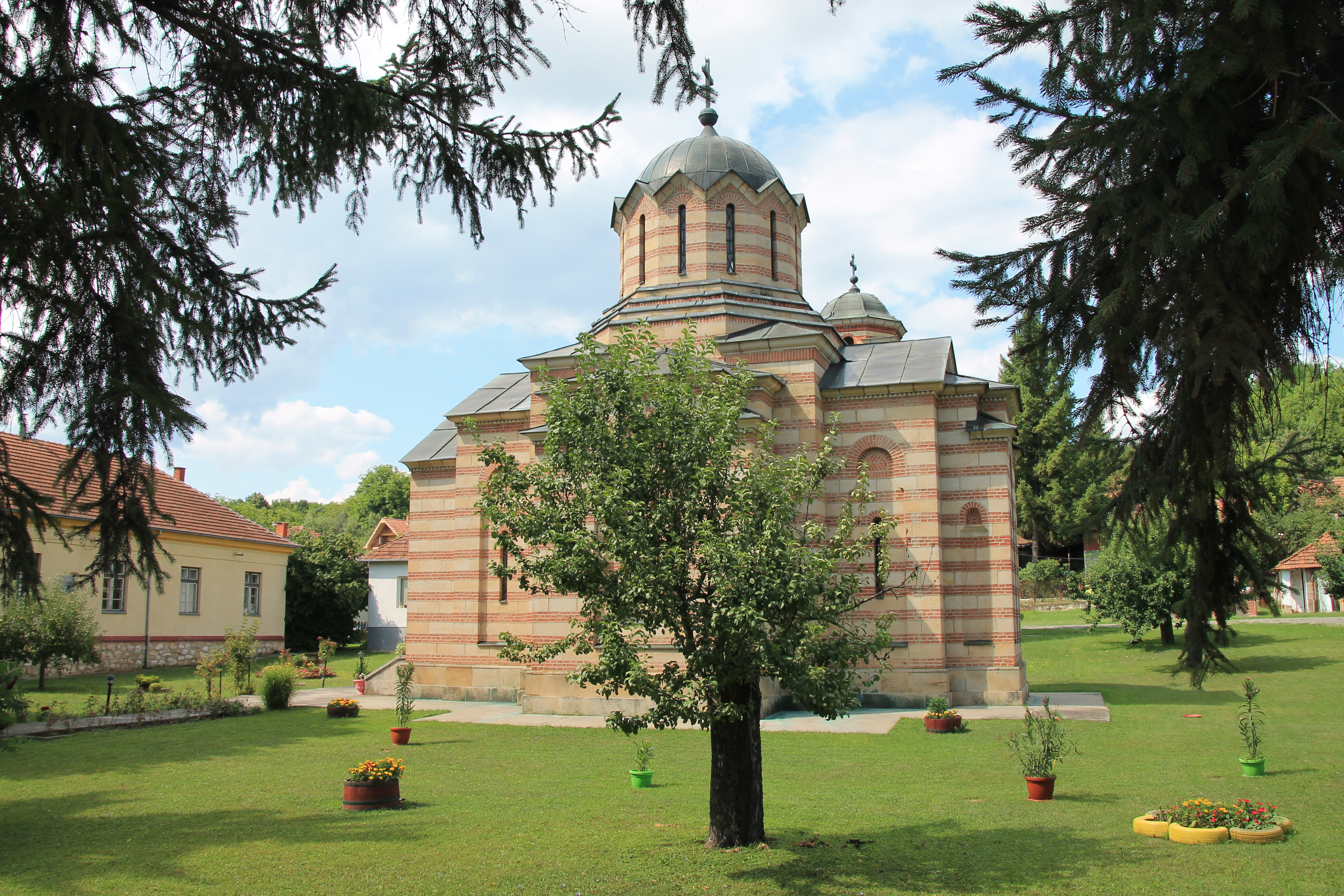
Im Kirchhof

In den nächsten Jahren wurde die Kirche erbaut und 1937 fertiggestellt. Und am 3. Juni 1937 zur Zeit des Patriarchen Varnava Rosić und in der Regierungszeit von König Petar II Karađorđević wurde die Kirche vom Bischof der Eparchie Žiča und späteren Heiligen Nikolaj Velimirović feierlich geweiht. Bei dieser Feier überreichte der Bischof der Kirche ein Kreuz.
Innerhalb der Kirche befindet sich ein Gedenk-Beinhaus für die gefallenen Soldaten aus der Levča-Region in den Befreiungskriegen von 1912 bis 1918. Derzeitiger Pfarrpriester (2021) ist Bojan Stojadinović.

## Architektur
Die einschiffige Kreuzkuppelkirche ist im serbisch-byzantinischen Baustil erbaut worden und der neobyzantinischen Architektur zuzurechnen.
Der Grundriss der Kirche ist ein Griechisches Kreuz mit einer Altar-Apsis im Osten und einer zentralen Rundkuppel, die sich über dem Tambour in der Mitte des Kirchenschiffs bei der Kreuzung der Seitenarme der Kirche erhebt. An der Westfassade befindet sich ein kleiner Narthex mit dem Kircheneingang. Über der Eingangstür befindet sich ein Patronatsmosaik des hl. Kaisers Konstantin und der hl. Kaiserin Helena.
An der Außenfassade sind vor allem die Streifenelemente die prägendste Dekoration. Südlich der Kirche steht der freistehende Kirchturm.
Sie besitzt im Inneren die für orthodoxe Kirchenbauten obligatorische Ikonostase mitsamt Ikonen und ist mit künstlerisch wertvollen neobyzantinischen Fresken bemalt.